# Sanjay Rana
Pour les articles homonymes, voir Rana.
Sanjay Rana né le 5 mai 2001, est un joueur indien de hockey sur gazon. Il évolue au poste de défenseur au Hockey Haryana et avec l'équipe nationale indienne.

## Carrière
Il a été appelé en équipe nationale première en janvier 2022. En aôut 2024, il remporte la médaille de bronze sous le maillot de l'équipe indienne aux Jeux olympiques d'été de 2024 à Paris.

## Palmarès
- : 3e à la Ligue professionnelle 2021-2022
- : 3e aux Jeux olympiques 2024